# Pato Donald
El Pato Donald (Donald Duck en su versión original) es un personaje ficticio estadounidense creado por Walt Disney y el animador Dick Lundy en 1934 en nombre de Disney Studios. Su primera aparición cinematográfica fue el 9 de junio de 1934, en forma de un pato antropomórfico vestido de traje de marinero, en la película The Wise Little Hen.
Al principio de su carrera, este pato enojado y gruñón sirvió como contraparte del progresivamente más relajado Mickey Mouse. Rápidamente se convirtió en el protagonista de su propia serie de dibujos animados. En las historietas, se rodeó de una gran cantidad de nuevas figuras y un universo propio, bajo la pluma de grandes guionistas estadounidenses como Al Taliaferro y luego Carl Barks. Su importancia en sí se desvanece un poco frente a los otros personajes en el universo del Pato Donald, como su tío Scrooge McDuck.
Donald ha desaparecido casi por completo del mundo cinematográfico. En el mundo editorial sigue siendo muy popular en los países escandinavos y del norte de Europa, donde supera incluso a Mickey Mouse, así como en Italia. En Suecia es el más popular de Disney y tiene su propia revista que se publicó en 2001 con más de 400 000 ejemplares. Por el contrario, es Scrooge y no Donald quien tiene una publicación a su nombre en Francia (Picsou Magazine). Las historias todavía se publican en estas revistas o las de Mickey. A pesar de esta relativa ausencia del centro de atención, sigue muy presente en los productos derivados.
Su nombre completo en inglés es «Donald Fauntleroy Duck», apareciendo en su aviso de convocatoria en el cortometraje Donald se alista en el ejército (1941) cuando Estados Unidos entra en guerra, y aparece en algunas tiras cómicas.

## Historia
Los animadores y diseñadores de Disney Studios han creado varios personajes en torno a su ratón estrella Mickey Mouse. La mayoría de los amigos provienen primero de los animales de granja. Encontramos así una vaca, Clarabelle y un caballo, Horace Horsecollar. El pato aún no había sido creado.
En 1931, uno llamado «Pato Donald» se menciona entre los amigos del ratón en Mickey's 'Hoozoo' Witswitch, And Wotswot, un poema contenido en un libro de la serie The Adventures of Mickey Mouse publicado por David McKay de Nueva York. Esta historia se volvió a publicar en 1932 en Londres e ilustrada por Wilfred Haughton, como las primeras versiones de Mickey Mouse Annual. Permite ver en la esquina inferior izquierda un pato de alas cortas, vestido con un pantalón corto similar al de Mickey, con la cabeza negra y descubierta.

### 1934: Creación y primeras apariciones

#### Nacimiento de una voz

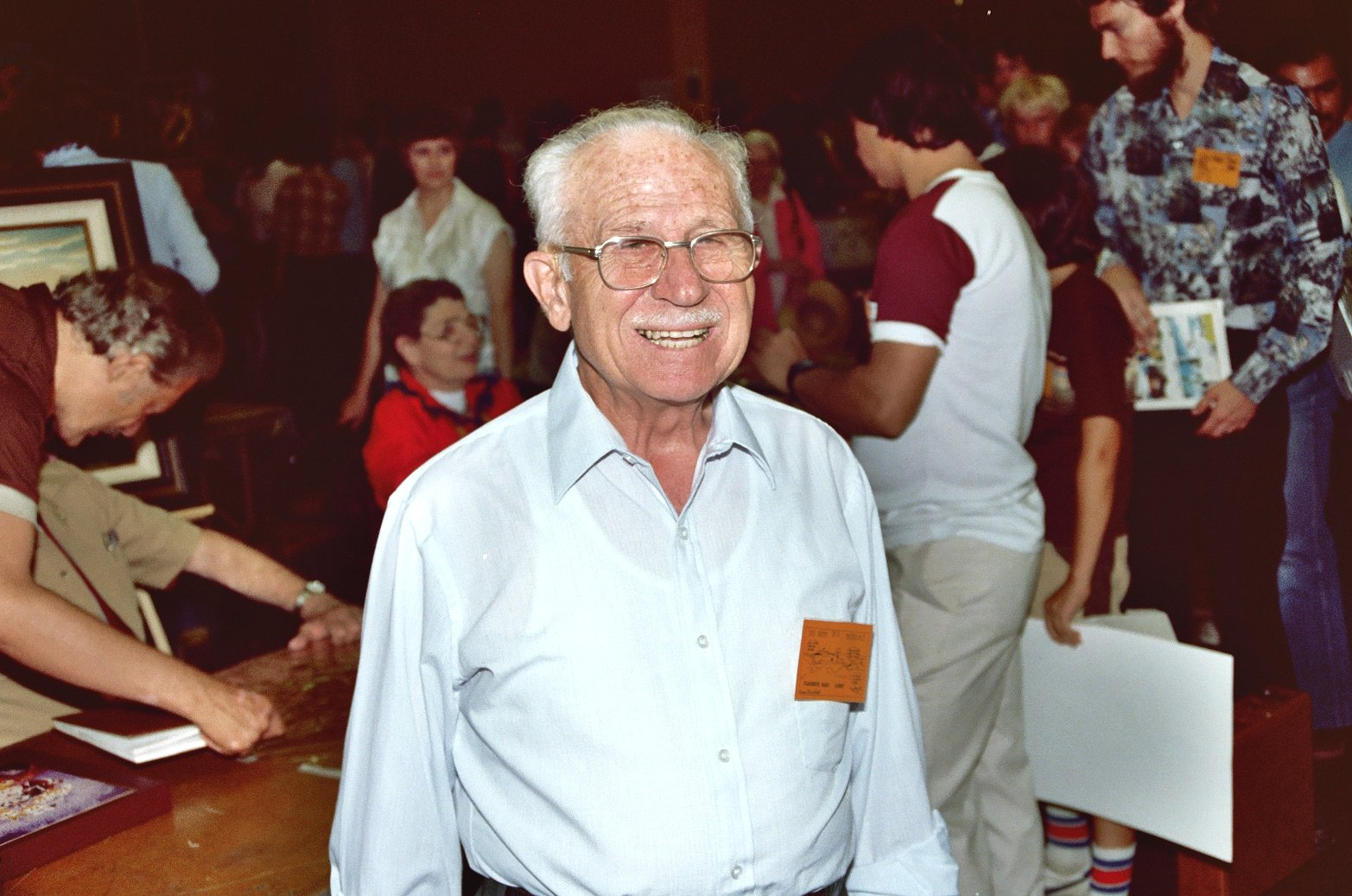
Clarence Nash, la primera voz de Donald.

La creación del Pato Donald debe mucho al desarrollo de la carrera de Clarence Nash, entonces el «vendedor de leche» (presentador de publicidad) para Adohr Milk Company. Había hecho los efectos de sonido de los caballos tirando del carro del lácteo en un anuncio. En 1933, decidió archivar esta película publicitaria en Disney Studios como CV. Luego hace audiciones para sonidos de animales. Durante una grabación de sonido de una cabra en María tiene un corderito, Walt Disney habría encontrado la voz de su «pato que habla». En diciembre de 1933, firmó un contrato con los estudios Disney para dar voz a un personaje que luego se crearía.
Le dio su voz original al pato de 1934 a 1983, lo que lo llevó a ser apodado Ducky Nash; pero también participó en la definición de su figura, el proceso de producción de las películas de Disney integrando los diálogos desde las primeras fases de creación. Es Donald lo que hizo famoso a Nash. Desde su muerte en 1985, Tony Anselmo un animador de los estudios, asumió el papel.

#### Un pato de dibujos animados
La primera aparición oficial del Pato Donald ha sido en la película animada The Wise Little Hen el 9 de junio de 1934, de la serie de cortometrajes Silly Symphonies, en la que interpreta el papel de un pato perezoso que una mamá gallina pondrá de camino al trabajo. A partir de esta aventura, está vestido con un traje de marinero: para Disney, recuerda al agua, por lo tanto, a la marina, además el personaje interpreta a La gaita del marinero. Esta historia se publicó en forma de tiras dominicales en los Estados Unidos de septiembre a diciembre de 1934.
Gráficamente hablando, el Pato Donald nació según Flora O'Brien bajo los lápices de Art Babbitt, Dick Huemer y Dick Lundy, los animadores de The Wise Little Hen pero es este último quien lo retoma y lo desarrolla en Orphan's Benefit (11 de agosto de 1934), habiendo sido colocados los otros dos animadores en otras producciones. Para Russel Merritt y JB Kaufman, Dick Lundy no participó en el cortometraje. Es por ello que John Grant solo menciona a Babbitt y Huemer como los dos primeros dibujantes.
En Orphan's Benefit, dirigida por Burt Gillett, comienza una carrera de apoyo junto a Mickey. Lo ponen en una situación entre otras personalidades que tienen que entretener a los huérfanos. Su número es leer un poema frente a un público inquieto. Pero ya tiene problemas para declamarlo, es interrumpido regularmente por los niños que no lo entienden y lo corrigen. Todo esto lo exaspera y lo empuja a las rabietas: un signo ahora característico en las siguientes películas. El verso no es cualquiera, es Marie tiene un corderito, un guiño a la primera sesión de Clarence Nash. Al final del espectáculo, intenta declamar otro, Little Boy Blue, pero los críos lo atacan, lo que hace que se enoje y tenga un ataque de ira. Este personaje volcánico, que apareció aquí un tanto por venganza, se le asociaría luego a lo largo de su carrera, a excepción de una o dos.

### 1935: La tira cómica, un trío y el padre espiritual
Donald hizo su debut en tiras cómicas ya en 1934 en la versión en papel de A Wise Little Hen. Esta historia, dibujada por Ted Osborne y Al Taliaferro, se publicó en las historietas dominicales entre el 16 de septiembre y el 16 de diciembre de 1934. Pero es en 1935 cuando realmente nació el personaje con un libro dedicado directamente a él: una viñeta de catorce páginas publicada por Western Publishing. Poco después, Al Taliaferro dibujó tiras cómicas de Donald en los periódicos. A partir del 10 de febrero de 1935, Ted Osborne y Floyd Gottfredson incluyeron a Donald en las historias dominicales de Mickey, que eran gags cortos que se prolongaban durante largos periodos en tres o cuatro paneles. A partir del 4 de marzo apareció en la tira diaria Mickey journaliste (Editor in grief).
En 1935, el Disney Consumer Products comenzó a otorgar licencias de productos. En quince años se comercializaron varios cientos de productos, muñecas, libros, jabón, juegos, cepillos de dientes, un tren Lionel en miniatura, un reloj Ingersoll y diversos alimentos como cereales, palomitas y jugo de naranja. No fue hasta finales de la década de 1930 que los autores-diseñadores estadounidenses e italianos de Disney se embarcaron en largas historias.

#### El trío Mickey, Donald y Goofy
En el cine, Donald aparece luego en varios dibujos animados, como papel secundario junto a Mickey. El primer cortometraje del año es The Band Concert. John Grant indica que continúa aquí lo que había comenzado en Orphan's Benefit: el «robo del papel estelar». Cita para apoyar su punto a Helen G Thompson, periodista de la revista británica The Stage, no tacaña con elogios:

«…Al comienzo del Orphan's Benefit [un error], se embarca en la casa, con los ladrillos, las macetas y las demás dependencias… Se dice que nadie ha cautivado tanto desde Ben Turpin. Nadie se había desinflado con tanta firmeza desde que la apisonadora aplastó al pequeño Fido. Su persistencia era comparable a la de Jean Valjean en Los miserables».

En el guion inicial, Donald debería haber interpretado a un saxofonista, pero Walt decidió lo contrario. Otro elemento, se encuentra aquí luchando con una abeja, hecho que ocurrirá 7 veces entre 1948 y 1952. Comienza a aparecer en otros cortos de la serie Mickey Mouse con Mickey, Goofy, Minnie y Pluto juntos. En Mickey's Service Station (16 de marzo de 1935), Donald comienza un trío con Goofy y Mickey. Este estaba presente en la mayoría de los cortometrajes dirigidos por Ben Sharpsteen entre 1935 y 1938. Está presente en muchas películas y permite a guionistas y animadores presentar muchas escenas cómicas. Estos suelen denominarse clásicos de la animación, como nos recuerda Leonard Maltin.
Sin embargo, en una inspección más cercana, la mayoría de los gags se centran en uno solo de los protagonistas. La viñeta se reduce luego a la sucesión, a menudo específicos de cada personaje por su carácter y sus características físicas (Goofy es ingenuo y simplón pero eso es lo que lo hace simpático y divertido, Donald está enojado y temeroso pero bueno, Mickey es pequeño pero valiente) en un entorno determinado. Después de 1938, los tres aparecen bastante solos y son los protagonistas de su propia serie y esto se debe principalmente a la falta de posibilidades para concebir historias con Mickey Mouse, ya que su carácter se ha vuelto demasiado estricto para hacerle hacer travesuras. Como muestra de este hecho, en junio de 1938, el cortometraje Polar Trappers presenta únicamente a Donald y Goofy, como dúo. El primer y único largometraje protagonizado por los tres es Mickey, Donald, Goofy: Los Tres Mosqueteros, en 2004.

#### Llegada del «padre espiritual»: Carl Barks

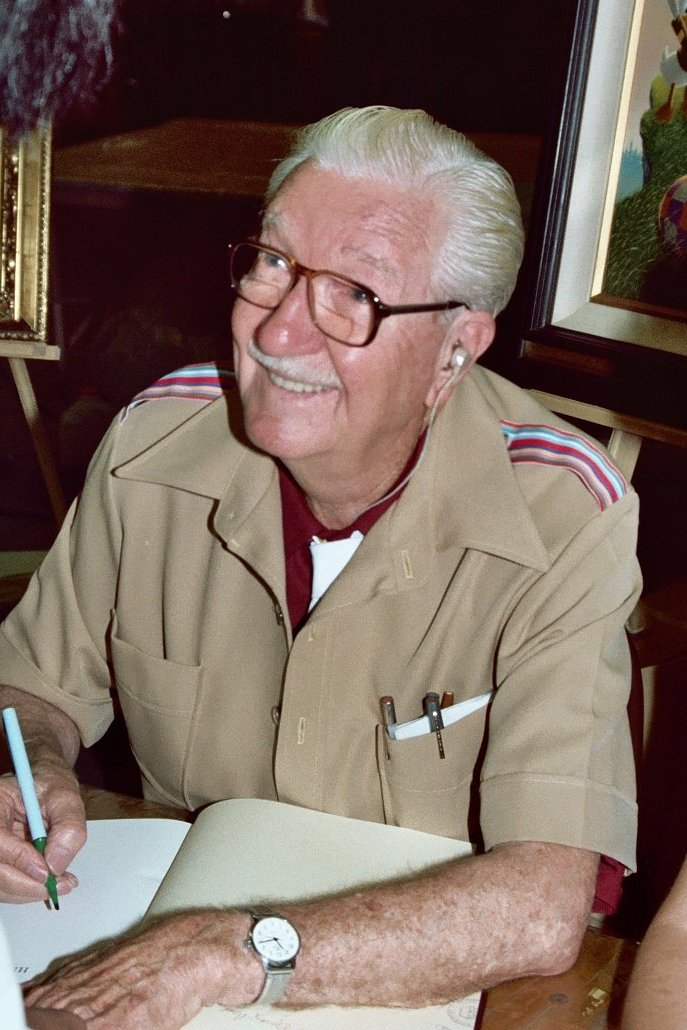
Carl Barks es considerado como el padre espiritual del personaje.

En 1935, los estudios Disney contrataron a un nuevo diseñador, su nombre era Carl Barks. Trabaja en cortometrajes y, como todos sus compañeros, participa en la creación de gags para películas en preparación. Se imagina la famosa mordaza y la silla de barbero seis meses después y se embolsa una recompensa de 50 dólares por ella. Walt Disney induce a Barks a ingresar al grupo de guionistas y trabajar en el Pato Donald, este hecho de alguna manera marca el nacimiento de su universo.
La primera animación del guionista era Inventos Modernos (1937 con Jack King) que incorporó la mordaza del sillón. El asiento de peluquero presenta a Donald descubriendo un taburete robótica. Coloca una pieza unida al extremo de un cable en la máquina que luego comienza su corte. Al levantarse el aparato lo pone boca abajo. A continuación, la parte superior del robot comienza a cepillar los cuartos traseros, mientras que la parte inferior encera su pico. Donald luego se encuentra con una cara negra y pulida y con una raya en las nalgas. Esta secuencia, en una época en que la barbería todavía era bastante popular, hizo que los espectadores se partieran de risa, presentando escenas nunca osadas en los cortometrajes cómicas.
Hasta 1941, Carl Barks trabajó en dibujos animados con Jack King y Jack Hannah. Pero, con la Segunda Guerra Mundial, Donald estuvo entre los héroes ficticios movilizados para la propaganda de guerra, mientras que favoreció el humor y las bromas. A fines de 1942, renunció a la empresa pero continuó su carrera con el pato.
Contratado por Western Publishing de 1942 a 1967, dibujaría las aventuras de Donald en tiras cómicas, desarrollando todo su universo, convirtiéndose en el dibujante más importante y creando muchas figuras además de los inventados después de 1942. Muchos de los famosos más populares son de Barks como Scrooge McDuck, Gladstone Gander, Beagle Boys, Gyro Gearloose, Magica De Spell, Flintheart Glomgold, John D. Rockerduck... y dota de una ciudad: Duckburg. Se convirtió así en el autor más influyente del cosmos de las aves de Disney. La visión de este, que desarrolla en sus historias, a menudo sirve como punto de referencia para todos los demás creadores de series que presentan a Donald, contemporáneos de Barks o no.

### 1936: comienzo de la gloria

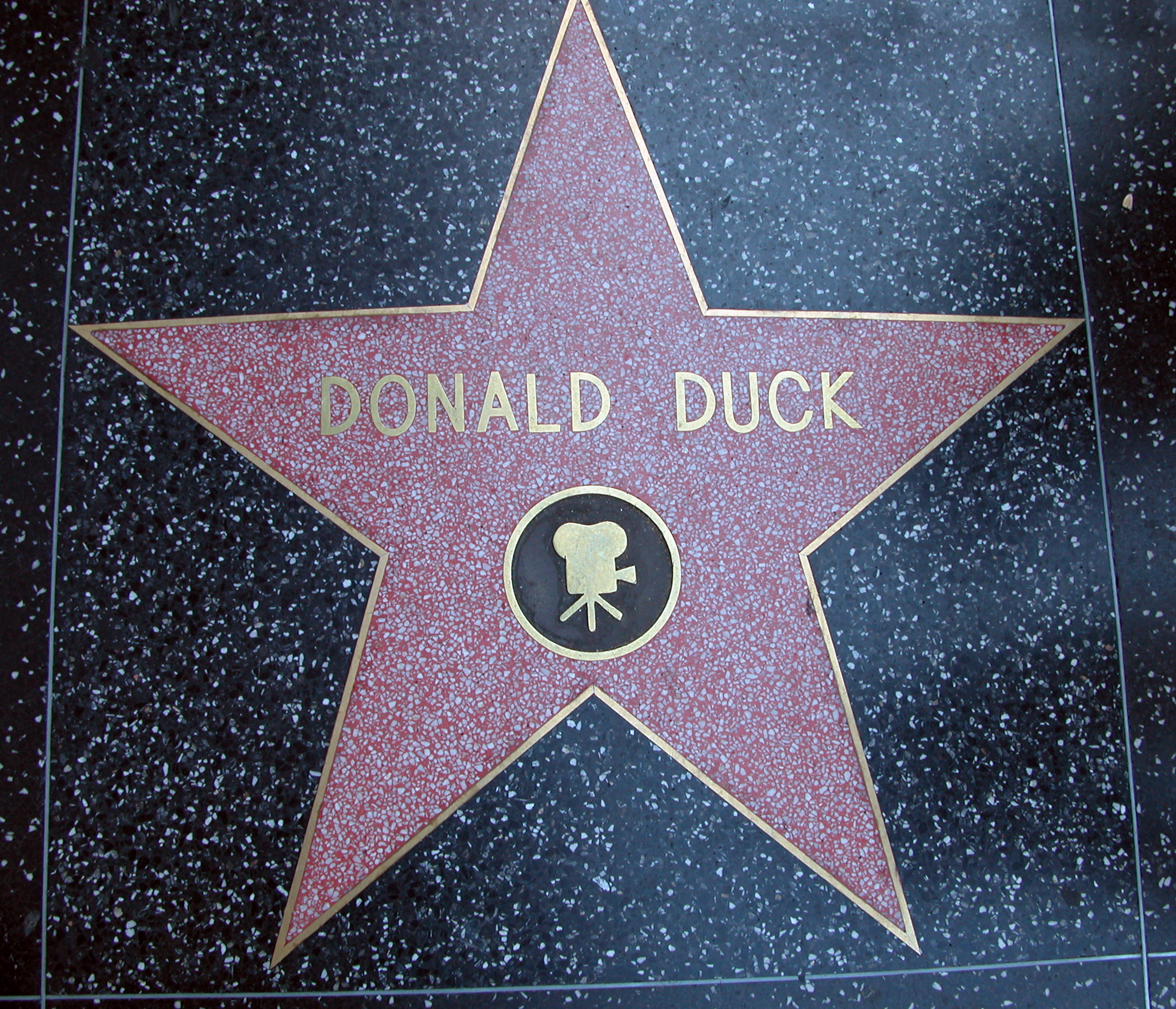
La estrella de Donald en el Paseo de la Fama de Hollywood, instalada en 2004.

El año 1936 marcó el inicio de la carrera en solitario del Pato Donald. En el aspecto cómico, domina la producción de las tiras Silly Symphonies entre el 30 de agosto de 1936 y el 12 de diciembre de 1937. Durante este período, las historias estuvieron escritas por Ted Osborne y dibujadas por Al Taliaferro, pero los estudios de su trabajo muestran que también participó en los guiones. La importancia es tal que luego se considera convertirlo en un personaje independiente de Silly Symphonies.
Sin embargo, esta disociación ocurre primero en la animación. El 12 de septiembre de 1936, en el cortometraje Donald y Pluto de la serie Mickey Mouse, obtiene un papel protagónico junto al perro de Mickey, sin que aparezca el ratón. Esta película marca el inicio de la carrera en solitario, que nacerá unos meses después a principios de 1937.

### 1937-1941: la serie del Pato Donald y su familia
El año 1937 es un gran punto de inflexión en la historia de Donald, como también lo será 1947, muchas novedades intervienen en torno al pato enojado. Primero, obtiene su propia serie de dibujos animados, seguida poco después por sus cómics. Este período también ve cambiar su vida con la aparición de una familia y nuevos rasgos de carácter.

#### La serie animada del pato Donald

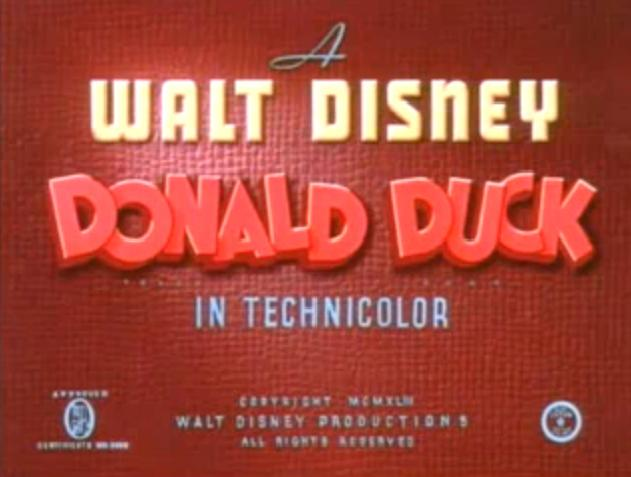
Título de los cortos animados del Pato Donald.

En 1937, comenzó su propia serie de cortometrajes con Don Donald estrenada el 9 de enero con guion de Carl Barks y Jack Hannah. En esta, el espectador descubre al personaje sujeto de todos sus amores. El pato aún no se llama Daisy, sino Donna. Este período es muy ocupado para el «actor Donald» que, además de su propia serie, está presente en varios cortometrajes de la serie Mickey Mouse dentro del trío Mickey-Donald-Goofy, comienza con Goofy y Donald, y se le asigna un prometida temperamental y una familia numerosa. También ese mismo año, la película Inventos Modernos se destaca por tenerlo como único héroe. Al final del corto, está «encarcelado» en una silla de barbero mecánica, la mordaza de Carl Barks. Nash asocia el hilarante éxito con una anécdota: «En Canadá, un hombre se rió tanto que habría perdido su dentadura postiza en el cine, detrás de él».
Al mismo tiempo, las producciones de Disney también están cambiando. Podemos notar la interrupción de Silly Symphony, la ralentización de Mickey Mouse por falta de posibilidades de escritura de guiones, pero también una redistribución, deseada por Walt, de los animadores en equipos separados especializados en personajes. Esta distribución además de ser financieramente más económica también permite una mejor calidad en cada figura, Donald queda así encomendado a Jack Hannah y Jack King, Pluto por Norman Ferguson y Charles August Nichols, Mickey por Bill Roberts y Riley Thompson mientras que Jack Kinney se encargar de Goofy.
El dúo Barks-Hannah escribirá los guiones de veintisiete dibujos animados entre 1937 y 1947, la época dorada de Donald, y la mayoría bajo la dirección de Jack King. En este momento, Donald logró una apariencia «moderna», principalmente más redonda, como lo había podido hacer Mickey Mouse en la década de 1930 bajo el impulso de David Hand y también a partir de 1939 con el de Frank Thomas y Ollie Johnston.

#### Donald en sus propios cómics
El 7 de febrero de 1937, aparece en su propia tira en un diario. Estas historias están dibujadas por Al Taliaferro, a partir de un guion de Bob Karp. El 15 de mayo de 1937, interviene por primera vez en un relato especialmente editada para un periódico en serie. Se publicó por la empresa inglesa Fleetway y se tituló «Donald and Donna».
En sus narraciones, el dúo Osborne-Taliaferro lo transforma de campesino a citadino. Incluso insertaron a los primeros miembros de la familia de los patos: sus sobrinos Huey, Dewey y Louie quienes iniciaron el 17 de octubre de 1937. Son los trillizos, y hijos de Della, la hermana de Donald. Son enviados para que los cuide durante la estancia en el hospital del padre, que deberá recuperarse de sus últimas escapadas. Donald se convierte entonces en una especie de padre adoptivo.
A finales de 1937, Disney otorgó los derechos de producción de la serie a la casa italiana Mondadori. La serie de Federico Pedrocchi titulada Paolino Paperino e il Mistero di Marte se estrenó entonces entre el 30 de diciembre de 1937 y el 28 de abril de 1938. En esta, Donald y su compinche Clever Little Hen, Peter Pig, van a Marte. Se estrenó semanalmente durante dieciocho meses. Esta constituye la primera serie de larga duración y, a diferencia de las tiras cómicas de Taliaferro, la primera de aventuras con Donald. Cuando terminó Il Misterio di Marte, se lanzó una nueva Paolino Paperino inviato speciale que luego duró treinta semanas. Este relato de espionaje, se volvió a publicar en sueco en 1988 en Mitt liv som anka, bajo el título Kalle Anka i elden.

#### Patos, una gran familia
Al igual que Mickey con Minnie, Donald está dotado de una «novia». Pero a diferencia de Mickey, que siempre ha conocido a Minnie, la primera prometida de Donald no será la adecuada. Una pata llamada Donna Duck apareció en enero de 1937 en Don Donald. Este hecho en parte trivial marca el comienzo de una historia familiar importante y a veces inextricable. La prometida de Donald, Donna Duck sería «definitivamente rebautizada» como la Pata Daisy en 1940 en Mr. Duck Steps Out. Pero ese no será el final de Donna. De hecho, será reutilizada por otros autores, en particular por Bob Karp y Al Taliaferro, quienes harán varios gags diarios de tres viñetas con Daisy. Es en uno de estos gags que las dos rivales se encuentran por primera vez.
En los cómics, a Donald se le encomendaron tres sobrinos a finales de 1937, Huey, Dewey y Louie, hijos de su hermana Della Pato. Desde el 15 de abril de 1938, estos «pícaros» aparecen en el cortometraje Donald's Nephews. Daisy y los tres sobrinos empiezan entonces a tener un papel más importante en la vida de Donald. En 1939, Donald enfrenta temores de supersticiones en Donald's Lucky Day. Luego es bendecido con un primo, un granjero llamado Gus Goose (ya apareció en historietas en 1938) en el cortometraje con el nombre muy explícito Donald's Cousin Gus.
En 1940, Al Taliaferro representa en una tira semanal en una foto, a la abuela de Donald, simplemente apodada como Abuela Pato, oficialmente nombrada Elvira Coot. Se convertirá en un personaje por derecho propio en 1943 y Gus Glouton, su sobrino nieto, se unirá a su granja. John Grant presenta a Chef Donald (1941) como una obra maestra de Jack King, entonces en el apogeo de su gloria, por su sencillez y su lado muy hilarante.

#### Primera función
En 1941, el Pato Donald apareció dos veces en la película El dragón chiflado. El primero permite mostrar los rudimentos de la animación, elementos que confluyen para convertirse en un extracto del cortometraje Old MacDonald Duck en entonces en producción y posteriormente estrenado el 12 de septiembre de 1941.
Luego aparece en forma de personajes de los grandes maestros pictóricos. Es un extracto de una cinta llamada Museum Keeper (Old Masters o Donald and the Old Masters) iniciado a finales de 1938 bajo la dirección de Frank Tashlin pero no producido. Una de las pinturas lo representa como el Caballero sonriente (1624) de Frans Hals. Las obras maestras revisadas y corregidas según el Universo del Pato Donald han sido posteriormente publicadas o copiadas muchas veces. Dieciséis de estos trabajos estuvieron reproducidos en la edición del 16 de abril de 1945 de Life Magazine, a saber:
- Venus y Adonis (1553-1554) de Tiziano, con Donald, Daisy, dos perros y un sobrino como querubín
- La Monna Lisa (1503-1506) de Leonardo da Vinci
- La boda campesina (1567/1568) de Pieter Brueghel el Viejo, pero solo con Donald despejando la casa previamente llena
- Arreglo en negro y gris (Retrato de la madre del artista, 1871) de James McNeill Whistler
- una mezcla de la serie Retrato de un hombre de Frans Hals con la pintura de 1630 para las manos, el Retrato de Andries Van der Horn (1638) para el sombrero y la gorguera de Maria Pietersdochter Olycan (1638)
- Retrato de un noble oriental (1632) de Rembrandt
- Retrato de Enrique VII sosteniendo una Rosa Tudor y vistiendo la Orden del Toisón de Oro (c. 1500) de Michel Sittow
- Meñique (1794) de Thomas Lawrence
- Niño de azul (c. 1770) de Thomas Gainsborough
- El sombrero de paja (1625) (retrato de Susanna Fourment) de Pedro Pablo Rubens
- Dos bailarines (1885, Museo Cognacq-Jay) de Edgar Degas
- Mujeres de Tahití (1891) de Paul Gauguin
- Autorretrato del artista (1888) de Vincent van Gogh
- La mujer en el espejo (1937) de Pablo Picasso
- Odalisca sentada ante el tablero de ajedrez (1928) de Henri Matisse

### 1942-1945: Donald, personalidad militar
Durante la Segunda Guerra Mundial, la gente buscaba personajes más decididos, más fuertes y, a veces, brutales. Mientras que personajes como Minnie participan en el esfuerzo bélico desde el «país», Walt Disney no acepta transformar a Mickey en uno de propaganda y enviarlo al frente. Pero este no será el caso de Donald, todo lo contrario. No es casualidad que la popularidad de figuras como Bugs Bunny o Donald se haya disparado. El pato, después de haber luchado contra muchos animales y plantas, parece listo para otras batallas.
Durante este período, su carrera se dividió en dos vertientes, los cortos de publicidad en los que a menudo es un soldado y el otro, en dos características de tipo compilación, es un «embajador», un estadounidense promedio que visita países sudamericanos. Es también la mascota de algunas unidades del Ejército de los Estados Unidos.

#### Largometrajes: Viajes por América del Sur

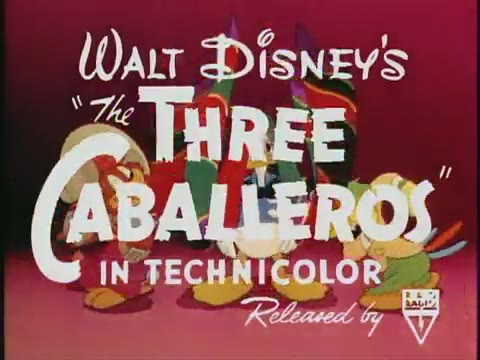
Los tres caballeros película basada en la cultura suramericana protagonizada por Donald

Está presente en dos de las cuatro secuencias de Saludos amigos (1942). Este es un viaje turístico a Suramérica con escenas de la vida, el arte y la música de esta región pero también representa una caricatura del turista americano. La presencia del personaje se justifica por su carácter internacional, al menos por el hecho de que incluso en su lengua materna, el pato es casi incomprensible. Por eso, los animadores desarrollaron un lenguaje corporal para que resolvió el problema de la traducción y su costo, para el estreno del filme en América del Sur. Se han evocado otros protagonista como Mudito, el enano mudo de Blancanieves, pero el contenido de las emociones es más fácilmente perceptible. Por el contrario, Donald se convierte en el embajador, el superventas del modelo estadounidense, el «propagandista número uno» de la sociedad estadounidense.
En Los tres caballeros (1945), sirve como hilo conductor de la cinta. John Grant considera que permite que ofrezca un trampolín a los otros dos héroes, algunos críticos resumen esta observación solo a José Carioca. Jerry Beck justifica la presencia en estas dos películas latinoamericanas por su primer amor Donna Duck, una ave mexicana que apareció en 1937 en Don Donald. Grant señala que en esta se parece a sí mismo pero se enamora de tres chicas sudamericanas, un amor que dista mucho de ser platónico. Donald interpreta aquí el papel de un soldado americano medio que aprovecha la lejanía de su país para, como indica Panchito, ser un «lobito con piel de pato». También es un pretendiente potencial para damiselas reales y, según Times, un «caso alarmante e incongruente de ropa despojada». Sébastien Roffat indica que muchos críticos la condenaron por su mal gusto y se sorprendieron por la repetida expresión de su atracción sexual hacia las atractivas chicas sudamericanas. Sean Griffin comienza su análisis recordando que la reacción analítica contra la cinta expresa la incomodidad de verlo en un «trance» erótico común entre las chicas brasileñas y las mexicanas. The Saturday Review se pregunta por qué Walt Disney y su equipo enviaron a sus tres caballeros en un viaje de alfombra mágica a través de playas llenas de bellezas en trajes de baño. Steven Watts desaprueba las escenas donde Donald como un ave desvergonzado codicia a jovencitas de generosas curvas en carne y hueso, esta cinta es de Disney y eso ha inquietado a más de uno. El Philadelphia Record señala que «El pensamiento sensual es placentero pero inequívocamente freudiano... nuestro viejo amigo se convierte en un bastardo muy lascivo y un mujeriego de Harpo Marx». Un periodista de The New Yorker ve en la escena con Donald y una niña en un camino sembrado de altos cactus una imagen fálica. y sugiere pedir la opinión de la comisión Hays. Grant comenta sobre estos comentarios simplemente afirmando que la intrusión de tal promiscuidad en la vida de Donald no es un éxito.
La producción de otros cortometrajes de este tipo se inició para posibles recopilaciones pero se abandonó. Así, uno previsto para junio de 1944 con el lepidóptero de Donald, titulado La Loca Mariposa parece anticipar la escena de los insectos espejo de la película Alicia en el país de las maravillas (1951).

#### Cortometrajes: Donald, héroe de guerra
Antes de 1941, apareció en unas cincuenta películas pero después de esta fecha y hasta 1965, más de un centenar incluían al personaje. Mientras que la producción de Mickey Mouse se detuvo de 1942 a 1947, la de la serie del Pato Donald se hizo a un ritmo de siete a diez por año hasta 1955. En 1949, su popularidad superó incluso a la de Mickey, era la estrella de la empresa en tiempos de guerra. Algunas caricaturas se utilizan para la propaganda de guerra: se convierte así en soldado y experimenta el alistamiento, luchando en la jungla. Su primer enfrentamiento con la guerra es en The Volunteer Worker en la que es uno de los voluntarios que da a una obra de caridad en apoyo de los soldados.
En The New Spirit (1942), se le pide que pague sus impuestos. Muestra las consecuencias de no pagar los impuestos a tiempo y es realizada en muy poco tiempo por Dick Huemer y Joe Grant a principios de 1942, el guion se habría escrito en dos días. Apenas terminada, los dos animadores volaron a Washington acompañados de Walt y Roy Disney para presentarla ante el Departamento del Tesoro de los Estados Unidos. Cuando el secretario Henry Morgenthau mostró su disconformidad con que se pusiera en un segundo plano el personaje del funcionario fiscal, Walt Disney respondió que el uso del Pato Donald equivalía a Clarke CGable para el estudio de la MGM. Para Grant, nunca se ha calculado el efecto de la cinta sobre la población americana, «especialmente sobre los pagadores recalcitrantes, pero se sabe que tuvo un papel muy significativo». Las secuencias fueron dirigidas por Wilfred Jackson y la militar por Ben Sharpsteen. Los estudios lucharon para que el estado americano, el patrocinador de la cinta, les pagara los 80 000 USD en costes de producción.
El 1 de mayo de 1942 en Donald Gets Drafted, recibe su aviso de incorporación y se ve comprometido bajo las banderas, adjunto al sargento Pete. Es a través de este aviso que nos enteramos del segundo nombre de Donald, Fauntleroy. Donald's Decision (1942) quería comprar vales canadienses pero muestra claramente que los estudios estaban reutilizando imágenes para reducir costos. El filme utiliza en gran medida secuencias de Donald's Guardian Angel (1938), incluidas sus dos conciencias. A finales de 1942, Carl Barks decidió renunciar al producida para trabajar directamente con la editorial de las historias, Western Publishing.
En El rostro del Führer (1943) dirigida por Jack Kinney, sueña que es un trabajador de una fábrica de municiones en el país de los «Nutzi». Nutziland es una parodia de la Alemania nazi, siendo el término un juego de palabras entre «Nut», loco y «Nazi». Esta película termina con la aparición en la sombra de la Estatua de la Libertad. Ganó el Oscar al Mejor Cortometraje de Animación el mismo año y podría decirse que es la mayor contribución al esfuerzo bélico. La canción originalmente interpretada y compuesta por Oliver Wallace por la banda nazi se hizo muy popular e incluso había sido reproducida en la radio antes del estreno. La música ha sido vendida por el sello Southern Music Publishing a 200 000 dólares a partir de noviembre de 1942 y cuando el animador neoyorquino Martin Block anunció a principios de octubre de 1942 que ofrecía el disco por cualquier suscripción a bonos de guerra de treinta dólares, esa misma noche se registraron suscripciones de 10 000. En The Spirit of '43, se debate entre dos facetas de su personalidad: el zazú que le empuja a gastar su dinero en trivialidades y el tesorero, representado por un escocés que prefigura a Scrooge McDuck, que le anima a pagar sus impuestos para poder apoyar el esfuerzo bélico. El último filme de Donald relacionada con el ejército es Commando Duck (1944).
| Título                | Fecha de lanzamiento     | Comentario                                                                                   | Ref    |
| --------------------- | ------------------------ | -------------------------------------------------------------------------------------------- | ------ |
| Donald Gets Drafted   | 1 de mayo de 1942        | Recibo de aviso de constitución.                                                             | [ 64 ] |
| The Vanishing Private | 25 de septiembre de 1942 | Donald es un pintor de camuflaje pero usa pintura que desaparece.                            | [ 64 ] |
| Sky Trooper           | 6 de noviembre de 1942   | Donald está en una base aérea, para entrenamiento de paracaídas.                             | [ 64 ] |
| El rostro del Führer  | 1 de enero de 1943       | Pesadilla sobre el adoctrinamiento nazi.                                                     | [ 64 ] |
| The Spirit of '43     | 7 de enero de 1943       | Desventuras con los recaudadores de impuestos que recaudan los impuestos del esfuerzo bélico | [ 64 ] |
| Fall Out Fall In      | 23 de abril de 1943      | Donald realiza una larga caminata de entrenamiento.                                          | [ 64 ] |
| The Old Army Game     | 5 de noviembre de 1943   | Donald intenta obtener permiso escondiéndose.                                                | [ 64 ] |
| Home Defense          | 26 de diciembre de 1943  | Donald y sus sobrinos discuten en forma de un ataque aéreo.                                  | [ 64 ] |
| Commando Duck         | 2 de junio de 1944       | Donald debe destruir una base aérea japonesa.                                                | [ 64 ] |

### 1947-1949: la posguerra
En 1947 en Chip an' Dale, Jack Hannah enfrenta a Donald con las ardillas homónimas que previamente habían molestado a Pluto en 1943 en Private Pluto. En Donald's Dilemma, Jack King «parodia el psicoanálisis» y «también le da a Daisy la oportunidad de interpretar a las estrellas». Para Grant, este período está marcado por el toque que «asocia una progresión casi lógica de los acontecimientos a una cierta irrealidad, permite que muchos cortometrajes agraden al público». King demuestra que a veces en la animación, «según el contexto, el peor chiste puede ser el más divertido».
Otro hecho importante del año es la creación por parte de Carl Barks del tío Scrooge McDuck, lo que da lugar a la creación de un enorme árbol genealógico, una sucesión de personajes. En 1948, el grupo danés Egmont (en aquel momento «Gutenberghus») publicó Kalle Anka & C:o en Suecia. Estas revistas se difundieron rápidamente por toda Escandinavia, mientras que otros semanarios que llevaban el nombre del Pato Donald aparecían en Finlandia o los Países Bajos.

### Los años 50: fin de la carrera cinematográfica
La década de 1950 marcó el final de la serie de cortometrajes. El 12 de julio de 1950, el Grupo Abril lanza su primera publicación, Pato Donald versión portuguesa del personaje, publicada en Brasil. En 1953, en la película Working for Peanuts, encontró a uno de sus raros aliados en la guerra entre él y Chip y Dale en Dolores, un elefante del zoológico, donde trabajaba como cuidador.
En 1953, Romano Scarpa se incorporó a Mondadori, es la persona que resultó ser la más influyente en las series de Disney. Su versión de Donald tiene sus raíces en Barks, pero su acción a lo largo de cinco décadas también incluye la creación de figuras propias. El más conocido es Brigitte McBridge, un pato que está perdidamente enamorado de Scrooge. El propio Barks comentó sobre Brigitte y expresó su positivo interés por ella. Sin embargo, en 1959, apareció en su primer mediometraje Donald en el país de las matemáticas. Desempeña un papel que será asignado a partir de 1969 a un nuevo miembro de su familia, un tío (muy) lejano, el profesor Ludwing von Pato. Este es el primer intento televisivo.

### Los años 60: explosión del cómic europeo
En 1961 se estrenó en el cine el último cortometraje de animación, The Litterbug. En el ámbito del cómic, estuvieron marcados por un aumento del número de creadores de series. Con la ralentización de las producciones americanas, evoluciona principalmente en el seno de la editorial danesa Egmont y de las series italianas. La editorial Egmont (con sede en Copenhague) empezó a explotar la licencia de las series de Disney en 1948 pero fue a partir de los años 1960, tras la compra de la editorial Aschehoug, especializada en libros a medida que las publicaciones se hacían más numerosas. Por el contrario, las creaciones italianas no están tan codificadas. Con la ayuda del guionista Guido Martina y del diseñador Giovan Battista Carpi, su personalidad se modificó significativamente, sobre todo cuando en 1969 crearon Superpato (Paperinik en su idioma original), su alter ego, un superhéroe enmascarado. Esto le dio una nueva dimensión, ahora puede:
- intentar hacer algo con el comportamiento de Scrooge, que utiliza las dificultades económicas de sus sobrinos a su favor
- usa el aspecto de superhéroe para reavivar el amor de Daisy
- contrarrestar a Gontran y todos los demás personajes que lo veían como un notorio perdedor. Pero todo esto sigue siendo complicado, porque su identidad debe permanecer en secreto.

### Los años 70: un personaje aún contemporáneo
En los años 1970 surgió el Donald moderno, por ejemplo con aspecto «tecno» adoptado por Giorgio Cavazzano y que estuvo retomado por numerosos autores. También podemos destacar la aparición de Reginella, su amante y que es una de las creaciones más famosas de la producción italiana. Además, en los países escandinavos se empieza a tomar la medida de los Barks (fanzines) y sus cuentos se reeditan en gran número, mientras que Daan Jippes y Freddy Milton los utilizan para dibujar historias siguiendo este modelo. En Dinamarca es el Vicar chileno uno de los mayores maestros de Donald, y los autores ingleses (como Paul Halas) quienes regresan a los «fundamentos» de Barks. En 1970 San Marino emitió una serie de sellos en honor a Donald. Otros países lo harían más tarde, como Bután en 1984, luego Maldivas y Granada. En 1979, Disneyland Records lanzó Mickey Mouse Disco, un álbum musical que comprende versiones disco de clásicos musicales, y promovido por una recopilación de cortometrajes animados, lanzado el 25 de junio de 1980.

### Los años 80: renovación para el 50 aniversario
En los años 1980, Vicar y el argentino Daniel Branca, con una línea enérgica, todavía producían, basándose en el modelo de Barks, cuentos entre los mejores, que enfatizan la vida cotidiana del pato, mientras que los autores italianos se centran más en los grandes aventuras y aborda temas de ciencia ficción y reposiciones de los grandes clásicos (con Massimo De Vita, hijo de Pier Lorenzo). En 1983, reapareció en el cine en Mickey's Christmas Carol donde interpreta el papel del sobrino de Ebenezer Scrooge, en esta adaptación de A Christmas Carol de Charles Dickens. Pero no desarrolla su temperamento, lo que hace que John Grant diga que esta aparición es a la vez «agradable y decepcionante». Las primeras historias realizadas en Francia se publicaron en 1982. El primero es Le Papillon qui venait du froid dibujado por Claude Marin y escrito por Louis Cance y Patrice Valli.
El interés por Donald se reavivó en parte gracias a su cincuenta cumpleaños en 1984, que coincidió con la llegada de una nueva dirección al frente de la compañía Disney, encabezada por Michael Eisner. En esta ocasión, un avión llamado Duck One surca Estados Unidos con Clarence Nash, la voz del pato, a bordo. El 21 de mayo de 1984, deja sus huellas en el cemento frente al Grauman's Chinese Theatre, junto al nombre del actor. El año 1985 estuvo marcado por la muerte de Clarence Nash, Tony Anselmo asumió entonces la voz del Pato Donald. El 21 de mayo de 1986, el francés Claude Marin lo dibuja con la apariencia de un bebé en la serie Disney Babies, cuya publicación se inició en el número de 1769 del Journal de Mickey.
En 1987, se estrena la serie Patoaventuras en la que aparece muy raramente. Es un tío ausente debido a su trabajo como marinero en el ejército. El resto de historias se centran principalmente en los personajes de Scrooge, Huey, Dewey y Louie y nuevos personajes. Continúan el principio iniciado por Ladridos de búsqueda del tesoro. Según Tad Stones, el hecho de que rara vez esté presente se explica por el hecho de que no podía hablar tanto como en los cómics porque su voz puede hacer que sus palabras sean incomprensibles. En 1988, apareció en el largometraje ¿Quién engañó a Roger Rabbit? donde hace un número de piano con y contra el Pato Lucas, y para deleite de los espectadores, estalla de ira.

### Décadas de 1990 y 2000: Italia, una fuerza impulsora del desarrollo
En 1990, apareció en la película El príncipe y el mendigo como el sencillo ayuda de cámara de Mickey. Hacia mediados de los años 1990, el personaje de Superpato (Paperinik), creado en Italia en 1969, es revivido y modernizado en una publicación mensual italiana denominada PKNA - Paperinik New Adventures, cercana al formato de los cómics de superhéroes. En este mensual, el Pato Donald asume una vida de superhéroe bastante similar a la de Fantomiald pero el mundo que lo rodea y su comportamiento son más actuales. Esta serie comienza el 14 de marzo de 1996 por Evroniani. A finales de 1998, Bruno Enna, Diego Fasano y Paola Mulazz crearon en Italia una serie titulada Donald Junior (Paperino Paperotto en versión original) que cuenta su infancia. Comenzó el 12 de enero de 1999 en Topolino N.2250 con un cuento dibujado por Alessandro Barbucci.
A finales de los noventa, obtuvo un papel comparable al de Mickey en Fantasía (1940). Interpreta al ayudante de Noé durante el llenado del Arca en la secuencia Pompa y circunstancia de Fantasía 2000. En la década de 2000, Lars Jensen, Flemming Andersen y Casty son los autores más reconocidos. En 2001, PKNA estuvo reemplazada por una nueva versión llamada PK² o Duclair en inglés, publicada desde febrero de 2001 hasta agosto de 2002. En agosto de 2002, la serie PK² ha sido reemplazada por PK en Italia (o PK - Pikappa) también llamado Powerduck en Francia (código PK3). La primera historia se llama Superheroes by Chance (Un supereroe per caso). El entorno ha vuelto a cambiar respecto a la versión anterior. Duckburg es muy diferente, la apariencia del héroe sigue siendo similar pero su personalidad cambia al igual que su arsenal de «herramientas/gadgets». Al igual que las primeras versiones, el origen del protagonista se cuenta en determinados episodios pero nada tiene que ver con los anteriores. Es esta versión la que se adaptó a los videojuegos con el nombre de Disney's PK: Out of the Shadows (2002).
El 10 de agosto de 2004, es recompensado con una estrella en el Paseo de la fama de Hollywood. Las dos décadas de 1990 y 2000 están marcadas especialmente por los ordenadores, por un lado con los numerosos juegos protagonizados por el enojado Donald y el simple compañero de Mickey y, por otro, con las imágenes generadas por ordenador del programa La casa de Mickey Mouse de 2006 mostrando a Donald en 3D. En esta serie el personaje es gráficamente mucho más fluido que en el cómic. Sus plumas son casi invisibles, pero su carácter y su problema de habla permanecen intactos a pesar del público joven al que se dirige la serie. En abril de 2008, se estrenó una nueva serie procedente de Italia con el nombre DoubleDuck, creada por los guionistas Fausto Vitaliano y Marco Bosco y el diseñador Andrea Freccero. La primera historia se llama Bon baisers de Doubleduck. Encontramos a Donald con una doble vida como agente secreto que le oculta a Daisy. Su misión es cuidar de los bandidos de la ciudad. Está publicada en la revista Super Picsou. El 1 de junio de 2010, Glénat anuncia la publicación en cómic de las obras completas de Mickey Mouse y del Pato Donald en 2011 y 2012 así como nuevas historias. En 2017, regresó a la pantalla con el reinicio de Patoaventuras. Esta vez, está mucho más presente en la pantalla, donde durante la serie acompañará de vez en cuando a Scrooge y la pandilla en sus aventuras.

## Medios

### Filmografía
El Pato Donald apareció en los 128 cortometrajes de la serie homónima producidos entre 1934 y 1961, así como en muchos de Mickey Mouse. También aparece en la serie Donald y Goofy. La filmografía incluye quince nominaciones al Óscar, incluida una victoria para El rostro del Führer en 1943:
- Nominaciones al Mejor Cortometraje de Animación
  - Good Scouts (1938)
  - Truant Officer Donald (1941)
  - El rostro del Führer (1942, victoria)
  - Donald's Crime (1945)
  - Chip an' Dale (1947)
  - Tea for Two Hundred (1948)
  - Toy Tinkers (1949)
  - Rugged Bear (1953)
- Nominaciones al Mejor Cortometraje Documental
  - The New Spirit (1942)
  - Donald en el país de las matemáticas (1959)
- Otras designaciones
  - Saludos Amigos (1942), Oscar a la música de cine, canción original y mezcla de sonido del año 1943
  - Los Tres Caballeros (1944), Oscar a la música de cine y mezcla de sonido del año 1945

### Cómics
Desde 1934, el Pato Donald ha aparecido en decenas de miles de historias o chistes. El sitio INDUCKS enumera en 2011 según países y productores:
- Estados Unidos
  - Tiras diarias: 16.524 historias
  - Páginas dominicales: 3184 historias
  - cómics americanos
    - Dell Comics/Western Publishing: 2013 historias
    - Gladstone/Another Rainbow Publishing: 60 historias
    - Disney Comics: 42 historias

  - Disney Studio (años 1963-1991, 1994): 2006 historias
  - Gladstone/Another Rainbow Publishing: 80 historias
- Italia: Mondadori/Disney Italia: 7439 historias
- Dinamarca: Gutenberghus/Egmont : 5204 historias
- Países Bajos Oberon/ GP/VNU: 3060 historias
- Francia: Édi-Monde/Disney Hachette Presse: 1503 historias
- Brasil: Abril: 1274 historias
- Reino Unido: 218 historias
- Alemania: Ehapa: 115 historias
- Producciones menores (por ejemplo,  Argentina y  Bélgica): 95 historias
- Historias especiales (vinculadas a ningún productor en particular o a varios): 188 historias
- Disney Europa (París): 2 historias

#### Historias notables
- Historietas diarias de Al Taliaferro
- Historias destacadas de Carl Barks:
  - Christmas on Bear Mountain, 1947
  - Lost in the Andes!, abril de 1949, con los famosos huevos cuadrados.
  - Regreso a California, mayo de 1951
  - A Christmas for Shacktown, enero de 1952

### Televisión
- Patoaventuras (1987–1990) (invitado recurrente)
- Donald Duck Presents, recopilación de cortometrajes mostrados en Disney Channel a partir del 1 de septiembre de 1983[114]
- Donald's Quack Attack (recopilación de cortometrajes)
- Quack Pack (1996)
- Mickey Mouse Works (1999–2000)
- House of Mouse (2001–2003)
- La casa de Mickey Mouse (2006-2016)
- Mickey Mouse (2013-2019)
- Mickey Mouse Mixed-Up Adventures (2017-2021)
- Patoaventuras  (2017-2021)
- La leyenda de los tres caballeros (2018)
- The Wonderful World of Mickey Mouse (2020-2023)
- Chip 'n' Dale: Park Life (2021-presente)
- Mickey Mouse Funhouse (2021-presente)

### Videojuegos
Donald aparece en los siguientes videojuegos:
- Donald Duck's Playground (1984)[115]
- Donald's Alphabet Chase (1988)[116]
- QuackShot (1991)[117]
- The Lucky Dime Caper starring Donald Duck (1991)[118]
- World of Illusion Starring Mickey Mouse and Donald Duck (1992)[119]
- Deep Duck Trouble (1993)[120]
- Disney's Magical Quest 3 Starring Mickey & Donald (1995)[121]
- Donald in Maui Mallard (1995)[122]
- Donald Duck: Goin' Quackers (2000)[123]
- Mickey's Speedway USA (2000)[124]
- Disney Golf (2002)[125]
- Disney's PK: Out of the Shadows (2002)[105]
- Serie Kingdom Hearts:
  - Kingdom Hearts (2002)[126]
  - Kingdom Hearts: Chain of Memories (2004)[127]
  - Kingdom Hearts II (2005)[128]
  - Kingdom Hearts coded (2008)[129]
  - Kingdom Hearts 358/2 Days (2009)[130]
  - Kingdom Hearts Birth by Sleep (2010)[131]
  - Kingdom Hearts 3D: Dream Drop Distance (2012)[132]
  - Kingdom Hearts III (2019)[133]
  - Kingdom Hearts: Melody of Memory (2020)[134]
  - Kingdom Hearts IV (TBA)[135]
- Disney Infinity 2.0[136]
- Disney Infinity 3.0[137]
- Disney Illusion Island[138]

### Productos derivados
Como la mayoría de los personajes estrella de Disney, Donald ha visto aparecer numerosos productos derivados a lo largo de las décadas. Sin embargo, sigue siendo uno secundario en este ámbito. A menudo se asocia con el grupo Mickey-Minnie-Goofy, por ejemplo en productos destinados a bebés (gama Disney Baby), artículos de cocina, comida (serie Disney Garden). Steven Watts mencionó los «kits para pintar huevos de Pascua del Pato Donald» en la década de 1930. La empresa estadounidense General Beverage produjo Donald Duck Cola entre 1952 y 1955.

### Parques temáticos
En 1998, Tokyo Disneyland celebró su cumpleaños lanzando una serie de eventos llamados Donald's Wacky Kingdom que incluían varios espectáculos. También está presente en varias atracciones del parque Disney:
- Mickey Mouse Revue (1971), atracción cerrada en 1980 en Magic Kingdom pero trasladada a Tokyo Disneyland donde todavía está en funcionamiento.[89]
- Es dueño de un barco el Miss Daisy en las tres versiones de Mickey's Toontown (1993 y 1996)[26]
- Mickey's PhilharMagic (2003) donde es objeto de una mordaza. Al final de la atracción, está integrada en una pared y es visible al otro lado de la pared en la tienda adyacente.[143]
- Gran Fiesta Tour Starring The Three Caballeros (2007) en el Pabellón de México de Epcot, película que presenta metraje de Los Tres Caballeros (1944)[144]

## Análisis del personaje

### Aspecto y características
Uno de los elementos característicos es su fraseo y el sonido de su voz. Este sonido dio erróneamente su nombre al efecto Pato Donald, que consiste en hablar con una voz distorsionada por el helio. Pero como señala Neil Sinyard, la idea del personaje no surge del dibujo sino de una voz, algo bastante raro en la animación.

#### Apariencia gráfica
Donald es un pato antropomórfico pero más cercano al animal que otros personajes como el ratón Mickey Mouse o el perro Goofy. Una postura típica es la de combate, que adoptó en 1934 en Orphan's Benefit para intentar azotar a los sinvergüenzas que lo exasperan. Esta postura muestra la flexibilidad del cuerpo, como la que Mickey pudo haber tenido en sus primeros años pero que también conserva y regala a estos ascendientes-descendientes. Donald y los demás aves de Disney pueden adoptar posturas verdaderamente fantásticas, hasta el punto de que Walt Disney afirma que tienen «más plasticidad». Jack Hannah añade que esta plasticidad física sólo es comparable a la del carácter que permite pasar del «desaliento del condenado a la sonrisa del diablo». Su físico también evolucionó en 1936 entre Mickey's Grand Opera y Moving Day:
- Sus dedos de los pies fueron acortados.
- Sus rodillas han desaparecido en favor de «tubos lisos y maleables» como la mayoría de los demás personajes de Disney de la época.
- Sus dedos de plumas en las puntas de sus alas se convirtieron en manos casi humanas con cuatro dedos.

Pero el aspecto esencial es la fuerte interacción de su aspecto gráfico con sus expresiones. Flora O'Brien afirma que el alma de Donald y su organismo son uno. El rostro ya es muy expresivo con sus grandes ojos coronados por cejas muy móviles, a menudo resaltadas por mechones en la cabeza. Pero cada elemento de su vestimenta y de su cuerpo reacciona según la situación y aumenta el significado. Así, la cinta de su boina cae sobre su nariz en un momento de molestia o la boina sale volando en un momento de sorpresa, mientras que su chaqueta a veces se enrolla por la ira, llegando incluso a convertirse su cola en una mano por diferentes motivos.
John Grant establece un paralelo entre la evolución de Mickey Mouse vista desde una perspectiva antropológica por el naturalista Stephen Jay Gould en un ensayo publicado en mayo de 1979 y la de Donald. Ambos se han vuelto más jóvenes para él de la misma manera, solo que un poco menos. Esto es lo que dijo Gould:

«Las transformaciones de Mickey a lo largo del tiempo generalmente han tenido el efecto de hacerlo más joven. Su rostro se volvió menos travieso y más juvenil. El tamaño de su cráneo aumentó, así como el tamaño de su cabeza en relación al resto del organismo... sus piernas se hicieron más cortas y gruesas, sus ojos proporcionalmente se hicieron mucho más grandes. Todos estos acontecimientos son signos de acentuación de su juventud».

Cabe destacar la aparición, desde el verano de 2006, de una gama de productos denominada Disney Cuties que presenta al Pato Donald en un aspecto adorable, con un estilo gráfico inspirado en el manga y, más concretamente, en los personajes de Hello Kitty y Pucca.

#### El carácter
Las características se deben al departamento de guiones de Disney Studios que solo otorgó desastres al personaje para estar en línea. Donald según Jack Hannah concentra todo lo que un ser humano puede experimentar como sentimiento: «lindo, travieso, cálido, frío y esto en cualquier momento». La lista de adjetivos para calificarlo podría ser interminable pero conviene recordar sólo algunos: «Crédulo, soñador, perseverante, decidido incluso obstinado, heroico pero no temerario, gruñón, ansioso, orgulloso, egocéntrico, histérico y sobre todo enojado». Jack Hannah, citado por John Grant, afirma que en el momento de su debut, «Ya era difícil encontrar historias para Mickey... no podías presionarlo demasiado. Y Goofy, no podías deshacerte de los ingenuos... Donald era muy fácil de usar... Donald podía ser cualquier cosa».
Jack Hannah, citado por John Grant, afirma que en la época de sus primeros años «Ya era difícil encontrar historias para Mickey... no podías presionarlo demasiado. Y Goofy, no podías deshacerte de los ingenuos... Donald era muy fácil de usar... Donald podía ser cualquier cosa». Su personaje evolucionó especialmente a partir de 1937, al igual que Mickey Mouse, Donald ha sido una figura afectada por la Gran Depresión de los años 1930. Tuvo muchos trabajos, y su temperamento de alguna manera le ayudó a superarlo. En el año 1937 encontró un poco de calma y se mudó a una casa. En 1938, tomó lecciones de autocontrol en la película acertadamente titulada Self Control, y su apariencia fogosa se convirtió en un elemento central de su personalidad. Es un primer paso antes de su papel de ángel de la guarda en Donald's Better Self y del nacimiento de su lado paternalista para Huey, Dewey, and Louie en Donald's Nephews, ambos también de 1938. También adopta en los años cuarenta un lado libidinoso.
Este conjunto de rasgos es para John Grant la razón de su éxito y de su abundante carrera. Pero también le sirvió de mucho. Según él, es más apreciado por los adultos que por los jóvenes que no encuentran en él la fuerza del héroe, a causa de su mal carácter. La consecuencia es que Donald es muy popular en los cómics, un medio de lectura... más accesible para los adultos que para los niños.
Pero, por otro lado, los animadores y escritores de Disney tuvieron dificultades para tratarlo. Limitar las historias a una sucesión de acciones y reacciones enojadas limitó los esfuerzos de los artistas. En 1944, John Hubley simplemente afirmó: «Donald vino con sus características […] El resultado era una limitación tanto para los escritores en sus intentos de ampliar el contenido de los relatos como para los animadores a la hora de hacer expresivas las acciones y reacciones del personaje». Bill Tytla es más crítico: «No me gustan los patos, en absoluto. No tengo paciencia para trabajar con ellos». John Grant plantea la posibilidad de que gráficamente los patos de Disney estén muy, demasiado cerca de los gansos hasta el punto de que Donald está más cerca del ganso que del pato, lo que dificulta a los animadores estudiar sesiones con animales vivos. Pero eso no impidió que la gente lo apreciara. Según Steven Watts, en Window Cleaners (1940), The Riveter (1940) y Bellboy Donald (1942), se presenta como un empleado urbano pero, en la década de 1950, se convierte en papá gallina en un hogar de clase media.
Donald muestra en Crazy Over Daisy (1945) un rasgo reprensible que lo hace muy humano: «toma prestado» el dinero de sus sobrinos de su alcancía para llevar a Daisy, vestida al viejo Sur, a una cita. Llevado por el remordimiento, otro rasgo humano, entrega la plata pero, advertido por el narrador, intenta recuperar una moneda sobrante y sus sobrinos lo atrapan con la mano en la alcancía. Posee un elemento similar a Pluto, una conciencia dual tanto angelical como maligna que aparece como una réplica en miniatura de sí mismo en forma de ángel o de demonio. El Pato Donald comparte muchos atributos en común con el Pato Lucas: los físicos, un carácter enojado, dificultad para hablar (aunque menos pronunciada en Lucas). También «interpretarán» juntos una escena (como Bugs Bunny y Mickey) en la película ¿Quién engañó a Roger Rabbit? (1988).

#### Una familia importante
Donald es hijo de Hortense McDuck, hermana de Matilda McDuck y Scrooge McDuck; es, por tanto, el heredero más cercano con sus sobrinos Huey, Dewey y Louie. Por el lado, es heredero de Quackmore Duck y nieto de la Abuela Pato, una pacífica granjera de Calisota. Tiene una hermana, Della, a la que se menciona por primera vez en 1937 en forma de la firma de una carta que acompaña la llegada de Huey, Dewey y Louie a casa (historia de un cómic luego adaptada a los dibujos animados de Donald's Nephews). Los tres primos principales son:
- Gladstone Gander, tan insolentemente afortunado como Donald es perseguido por la desgracia.[162]
- Fethry, el primo amigable e impulsivo, cuyas pasiones y caprichos a menudo conducen a los peores desastres.[163]
- Gus Goose, al contrario de otros familaires patos de Donald es un ganso, conocido por su pereza y apetito insaciable, que trabaja en la granja de la Abuela Pato. Gus no es su primo directo, pero es un primo «al estilo Bretaña».[160]

Durante las muchas narraciones de viajes alrededor del mundo, la familia vio aparecer muchos miembros, lo que incluso se convirtió en genealogía cuando miramos las historias de Don Rosa, especialmente con su árbol genealógico establecido desde 1993. Sin embargo, este es no es estable y muchos autores no lo siguen al pie de la letra.

#### Animales de compañía
A diferencia de Mickey con Pluto o Minnie con Fígaro, Donald no parece tener una mascota designada. Sin embargo, si miramos con atención, encontramos varias, principalmente en el mundo del cómic. Destacan dos animales. El primero es el perro San Bernardo, Bolívar, que se convierte en el animal del personaje en las historietas de Al Taliaferro y Bob Karp y que luego retoma regularmente Carl Barks. También tiene un gato llamado Tabby creado por Dick Kinney y Al Hubbard. Apareció en 1964 en la historia The Health Nut al mismo tiempo que Fethry, su primo de quien huye sistemáticamente. En sus primeros cortos aparecía con una burra llamada Jenny como mascota.

#### Un universo completo
John Grant, en su enciclopedia sobre los personajes animados de Disney, lo considera sobre todo como un héroe de los cortometrajes de animación, a pesar de su presencia en varios largometrajes, la obra no estudia los cómics. En torno a él, los autores crearon numerosos elementos inspirados en la realidad. Al igual que Mickey y Mickeyville, Donald vive en Duckburg, una ciudad ubicada en el estado ficticio de Calisota. Barks y Rosa ubican este estado en la costa oeste de Estados Unidos en diferentes ubicaciones ya sea al norte o al sur de San Francisco.

### Un personaje popular en muchos países

#### El Donald americano y el británico

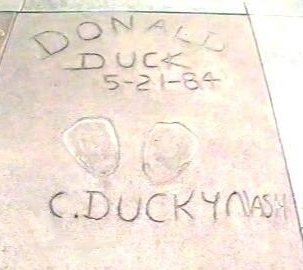
Empreintes del Pato Donald en el Paseo de la fama de Hollywood.

Para John Grant (autor escocés), el estadounidense Donald es menos popular entre los niños que Mickey debido a su fuerte carácter y la preponderancia de los medios escritos. Sostiene que esto se debe a la idea errónea de que «los dibujos animados son para críos y no para adultos». Indica que el «público británico es menos refractario porque para ellos la animación está destinada a todas las edades».
La gente adulta americana, sin embargo, ama mucho las historias, prueba de ello es el número de cortometrajes, superior al de Mickey. Su popularidad también es visible en las quince nominaciones al Oscar, incluida una nominación por Der Fuehrer's Face. Un periodista incluso propuso en los años 1930 que Donald estuviera elegido miembro de la Academia Estadounidense de Artes y Letras.
Según el historiador Lewis Jacobs, su surgimiento como estrella a partir de 1939 está vinculado a los gobiernos nacionalistas y a los conflictos en todo el mundo; su temperamento refleja el espíritu violento de la época más que el de Mickey Mouse, entonces en declive. Para Ariel Dorfman y Armand Mattelart, el Pato Donald y los relatos asociadas a las aves de Disney permiten redescubrir la «ideología imperialista de los Estados Unidos» y dedicar un libro al estudio de las publicaciones estadounidenses republicadas en América Latina. Para el psicólogo Lawrence Gould, «los cortos contienen un deseo colectivo de escapar de las presiones de la vida moderna y volver a la infancia». El artista estadounidense Roy Lichtenstein creó un óleo sobre lienzo en 1961 titulado Look Mickey inspirado en tiras cómicas de Mickey Mouse y el Pato Donald.
Un protagonista asociado durante mucho tiempo con él se ha convertido en la mascota del equipo de la Universidad de Oregón, los Oregon Ducks. En 1947, una fotografía muestra al pato junto a Walt Disney, el Oregon Fighting Duck. Pero tras la muerte de Walt Disney, la compañía se dio cuenta de que no existía ningún contrato escrito respecto al su uso. En 1974, Disney y la universidad llegaron a un acuerdo para el uso gratuito del pato llamado Oregon Fighting Duck, retomando la postura de lucha.
En 1979, se negó a permitir que la universidad concediera sublicencias al personaje. En 1991, se firmó un nuevo contrato que concedía una licencia al 12 % del valor (en lugar del doble) para su uso pero limitada al uso «correcto» y restringida al área geográfica de Portland, Oregon. Estas restricciones no han permitido a la universidad vender artículos con sus mascotas a nivel nacional o internacional como lo han hecho otras instituciones. El 5 de marzo de 2010, para simplificar, la compañía emitió un documento especificando que no era comparable al Pato Donald, concediendo así a la Universidad de Oregón el uso de su mascota sin restricciones.

#### El Donald francés
En Francia, el Pato Donald es muy popular como en muchos países. Sin embargo, es y sigue siendo esencialmente un personaje secundario, algo eclipsado detrás de Mickey Mouse o el Tío Scrooge. En el ámbito literario, está presente principalmente a través del cómic. Cabe destacar la publicación entre el 23 de marzo de 1947 y el 22 de marzo de 1953 de un semanario llamado Hardi présente Donald (a menudo abreviado Donald) dedicado a él. Esta publicación se detuvo después de 313 publicaciones. Sin embargo, el mundo es retomado en 1972 por Picsou Magazine. La presencia de este título que lleva el nombre de Scrooge (como el tío Scrooge americano) muestra visiblemente que el pariente de Donald es más vendedor que el valiente sobrino, aunque más de la mitad de las narraciones de la revista lo incluyan. Su presencia se debe principalmente a la importancia de producciones europeas cercanas a Francia como Italia y los estados escandinavos.
Por tanto, podemos observar que está muy presente en el universo Disney francés y se sitúa entre los protagonista de la empresa, pero se caracteriza por un segundo lugar, probablemente debido a su carácter. Sin embargo, en algunos naciones su popularidad iguala, como es el caso en Italia, o incluso supera a la de Mickey, por ejemplo en países escandinavos como Suecia.

#### El Donald italiano
En Italia, la presencia de Donald viene de lejos, por lo que Federico Pedrocchi dibujó la serie homónima de 1940. Su importancia está especialmente marcada por una abundante producción de historias centradas en los patos de Disney. Sin embargo, Mondadori sigue produciendo muchas gamas de Disney. Los italianos todavía tienen la intención de dejar su huella en la serie, manteniendo la calidad superior del trabajo de Barks. Estas se diferencian de las danesas y americanas en que se producen en formato de bolsillo: en lugar de 10-15 páginas, las italianas tienen alrededor de 30.

#### Donald, un personaje muy popular en Suecia
En Suecia, hizo su debut en el cómic en 1935 en la revista Hemmets veckotidning. Es este periódico el que también publica las tiras cómicas de Mickey en su edición dominical. Más tarde ese año, apareció en el periódico de Estocolmo Stockholms Dagblads, nuevamente en la serie de aventuras diarias de Mickey. En 1936, se publicó en el Svenska Journalen Den kloka lilla hönan, la versión danesa de The Wise Little Hen.
En 1937 se lanzó a su vez el primer número de Journal de Mickey, en este periódico Donald era un personaje recurrente desde el principio. El diario es un elemento destacable, en primer lugar por ser históricamente la primera revista de cómics en Suecia, en segundo lugar por publicar series de Disney producidas en Suecia hasta ahora. Ese mismo año 1937 se estrenó el libro ilustrado Musses små kusiner. En esta, la misión es cuidar de los sobrinos de Mickey (entonces llamados «primos de Mickey»). Tenga en cuenta que recibe aquí el nombre de Tío Magnus. Lo que sucede después es que el nombre sueco completo cambia a Karl Magnus Anka. Es bajo este nombre que se presenta en el árbol genealógico de Don Rosa. Así también se le nombra en la serie Donald's Childhood (Kalle Ankas barndom), publicada en Kalle Anka & C:o y en Kalle Ankas Pocket desde el año 2000.
Las historias se publican actualmente en cinco publicaciones periódicas suecas, además de periódicos y libros, que también incluyen historias. Estas publicaciones son:
- Kalle Anka & C:o: es la publicación de cómics más grande de Suecia, publicada desde 1948. Ofrece las series desarrolladas por Egmont, pero también historias alemanas, francesas y americanas más antiguas.[181]
- Kalle Ankas Pocket: esta comenzó esporádicamente en 1968 y ha creciendo gradualmente. Hoy se publican trece números al año. Se especializó en la reproducción de series italianas pero actualmente utiliza tanto series de Egmont como, en ocasiones, series escritas en Brasil.[184]
- Musse Pigg & C:o: originalmente llamada serie de Walt Disney, se publicó antes de 1980 con la introducción de las narraciones del Pato Donald. Desde 1999, incluye principalmente reediciones de Kalle Anka & C:o e historias francesas.[185]

#### Donald en Alemania
En Alemania, justo después de la Segunda Guerra Mundial, las autoridades de la joven República Federal dudaron en prohibir la importación de cómics americanos. En 1951, la editorial Ehapa es fundada por el grupo danés Gutenberghus (desde entonces rebautizado como Egmont) y lanzó la revista mensual Micky Maus adaptando historias americanas. La directora, Erika Fuchs, doctora en estas, decidió ampliarlas, principalmente de Carl Barks, con notas históricas para acallar las críticas sobre una posible pérdida del lenguaje a causa del cómic. También opta por nombres de personajes más complejos que los americanos, más cercanos a las onomatopeyas y frases más estructuradas.
En 1951, sólo se vendieron 135 000 ejemplares de Micky Maus de los 300 000 publicados. La publicación pasó a ser bimestral a partir de enero de 1956 y finalmente semanal a partir de enero de 1959 para satisfacer a sus lectores y la divulgación alcanzó los 650 000 ejemplares a finales de los años 1960. El trabajo de Fuchs dio sus frutos y Egmont siguió siendo el principal editor en los países germánicos. Se ha convertido en un personaje popular en Alemania, cercano a la gente, con el que podemos identificarnos, tanto niños como adultos.

## Autores que influyeron en el mundo de los patos de Disney

### La influencia de Al Taliaferro y Bob Karp
Las tiras diarias dedicadas a Donald se publicaron a partir del 2 de febrero de 1938, mientras que la página dominical comenzó el 10 de diciembre de 1939. Estas publicaciones fueron obra de Al Taliaferro, el dibujante y Bob Karp, el guionista. Como siempre lo había hecho, Taliaferro también participa de los escenarios en cuanto a ideas. Los estudios sugieren que sus concepciones transformaron las historias en verdaderos clásicos. Trabajó en la serie hasta su muerte el 3 de febrero de 1969. Su última viñeta diaria se publicó el 10 de octubre de 1968 y su última página dominical el 16 de febrero de 1969. Durante este periodo, ampliará el universo de Donald creando varios personajes:
- Los sobrinos Huey, Dewey y Louie en 1937 que aparecerán posteriormente en el cine.[190]
- El perro San Bernardo Bolívar presentó por primera vez el 17 de marzo de 1938[191] retomando el que aparece en la caricatura Alpine Climbers de 1936.[164]
- El 9 de mayo de 1938 aparece por primera vez el primo Gus Glouton, que posteriormente se muestra en el cine.[192]
- La abuela de Donald aparece en un retrato mural el 11 de agosto de 1940,[44] luego se manifestar «en carne y hueso» el 27 de septiembre de 1943.[193] Para su personaje, Taliaferro se inspiró en su propia suegra, la Sra. Donnie M. Wheaton, quien tenía el mismo tipo de peinado.[194]

También era Taliaferro quien hizo que Pata Daisy apareció por primera vez en cómics el 4 de noviembre de 1940 después de haber presentado en una caricatura. No creó el personaje pero participó en su desarrollo.

### La influencia de Carl Barks

#### La primera búsqueda del tesoro
La primera incursión de Donald en los periódicos en serie en los Estados Unidos se llamó Donald Duck Finds Pirate Gold y se publicó en octubre de 1942. La acción fue sugerida inicialmente por Harry Reeves y Homer Brightman para un cortometraje que no vio la luz. Las notas fueron entregadas a Bob Karp, quien las utilizó para desarrollar el libreto de esta historia. A su vez, confió el guion a Carl Barks y los dibujos a Jack Hannah. Con este escenario crearon una historia de 64 páginas. La historia es la siguiente:

Donald, con sus sobrinos, emprende la búsqueda del tesoro de Henry Morgan. Según el manuscrito, debía dibujar un puerto y un velero. Barks, para quien este es uno de los primeros trabajos, muestra atención al detalle en el dibujo. Para tener una mejor apariencia gráfica, Barks decidió utilizar como referencia la revista National Geographic

#### Los primeros años de Barks
Barks abandonó rápidamente su puesto como animador, principalmente de cortometrajes, dentro de los estudios Disney, para trabajar en Western Publishing, empresa que obtuvo los derechos para producir cómics con personajes de la compañía. Le pagan 12,50 dólares estadounidenses por página. Inicialmente, la empresa lo contrató para ilustrar un manuscrito, cuyas instrucciones eran: «Esta es una historia de diez hojas. Espero que disfrutes. Depende de usted ilustrarlo. Si crees que puedes mejorarlo, o si algo no encaja con su personalidad, depende de ti cambiarlo». Como quería hacer sus propios manuscritos, felizmente cambió el argumento recibido. El resultado ya no contiene gran parte del original. La nueva narración se llamó The Victory Garden y se publicó por primera vez en abril de 1943. A partir de entonces, a Barks se le permitió escribir y dibujar sus propias historias, no guiones ya escritos.
La tasa de producción anual alcanzó su velocidad de crucero a finales de la década de 1940: escribió ocho relatos de diez páginas por mes que se publicaron en Walt Disney's Comics and Stories, así como una más larga publicada en Donald's American Magazine, con una tasa de difusión más esporádica. La primera serie larga para la que Barks escribió el guion, titulada The mummy's ring, era una historia de 28 páginas. Los cuentos se centran principalmente en su vida cotidiana y tienen un enfoque cómico. Las más largas son más dramáticas y oscuras; Donald y sus sobrinos se enfrentan a situaciones a menudo peligrosas. En ambos casos, se muestra que tiene una personalidad multifacética, cada una de las cuales sale a la luz según la situación. Barks dijo más tarde: «A veces era travieso, a veces adorable, pero siempre era incómodo, como una persona normal». Otra señal realista de las historias es que Donald podría emerger como un ganador o un perdedor. A menudo, sus victorias era más bien «huecas».

#### El primer personaje creado por Barks
El primer personaje que creó Barks ha sido Neighbor Jones, su vecino. Este aparece por primera vez como un simple nombre en el cuento Good Deeds, escrito el 24 de febrero de 1943 y publicado en julio de 1943. A Donald le gusta molestar a este residente, aunque de una manera más burlona que vil. En noviembre de 1943, apareció como una figura propia en Good Neighbors, escrito el 22 de junio de 1943. En esta historia, ambos han enterrado el hacha de guerra, pero malinterpretan una serie de comportamientos torpes que tienen el uno hacia el otro, lo que lleva a la reanudación de las hostilidades. Prácticamente destruyen la casa del otro. Los sobrinos, que ya están hartos, se lo repiten a sus respectivos dueños. Luego deberán buscar otras viviendas. Finalmente, se dan cuenta de que son nuevos vecinos... Evidentemente, la guerra vecinal continúa. La situación con Lagrogne, que siempre parece estar en malos términos, y Donald, que siempre parece conseguir molestarlo, es fuente de numerosas narraciones, a menudo de más de diez páginas.

#### La introducción de Scrooge y Gontran
El siguiente protagonista que produjo es Scrooge McDuck o tío Scrooge, que es el hermano de la madre de Donald. Su primera aparición ha sido en Christmas on Bear Mountain, publicada en diciembre de 1947. Gontran apareció inmediatamente después, en el cuento Una apuesta ridícula, del 1 de enero de 1948. A día de hoy ninguno de estos dos tiene todavía su personalidad característica. Scrooge tiene barba y gafas pequeñas. Es un anciano relativamente rico que usa su bastón como apoyo. Vive solo en una gran propiedad, una situación que parece influenciada por la película Citizen Kane (1941) de Orson Welles. Invita a sus sobrinos a la montaña y se dedica a asustarlos, que era su forma de divertirse en ese momento.
Pasan los años y vemos a Gontran y Scrooge aparecer de forma regular. Vemos a Gontran desafiando a su primo Donald a todo tipo de trucos. Su increíble suerte aparece en Race to the South Seas (1949). Este relato también ve por primera vez a estos compitiendo para ver quién sería el favorito de Scrooge y, por lo tanto, sería elegible para la herencia. También es el rival de Donald por Daisy. Este triángulo amoroso ha sido durante mucho tiempo la inspiración de los guionistas. Su desarrollo hasta convertirse en su personaje actual lleva aproximadamente un año. Scrooge, en cambio, tarda mucho más. Al principio, Barks no cree que vaya a utilizarlo más de una vez. Sin embargo, rápidamente cambia de opinión. Lego aparece como un segundo personaje clave con Donald. En 1952, era tan popular en Estados Unidos que le dedicó su propia publicación, la revista Uncle Scrooge. A partir de entonces, es la estrella en las narraciones largas y obtiene un papel menos destacado. Sin embargo, Donald sigue siendo el protagonista de las historias de diez páginas.

### La influencia de Don Rosa

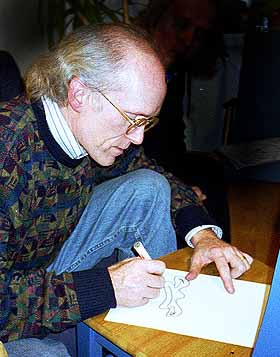
Don Rosa en una firma de libros en 1999 en Finlandia

Entre todos destaca un autor contemporáneo: Don Rosa. Incluso se le llama «el heredero de Carl Barks». No sólo está comprometido a preservar el legado de Donald, un rasgo de carácter que puede medirse por el de Barks, sino que también desea apegarse al trabajo de su famoso predecesor. Esto se puede ver en la práctica, donde muchas de sus creaciones son secuelas directas de las aventuras más famosas creadas.
Sin embargo, Rosa se centra principalmente en Scrooge. En los años 1990, escribió, entre otras cosas, la serie de doce episodios The Life and Times of Scrooge McDuck, que recorre la historia del personaje utilizando los elementos destilados por Barks en sus historias. Durante el mismo período, compiló el árbol genealógico del pato Donald.
Sin embargo, sus series no son apreciadas por todos. Algunos lo critican por romper el encanto de los relatos al tomar literalmente cada detalle de los cómics de Barks (a diferencia de este, que nunca buscó construir un modelo coherente), o incluso por distorsionarla usando demasiado sentimentalismo. Hay indicios de que Barks no siempre estuvo de acuerdo con las elecciones de Don Rosa. En particular, declara que Vicar (Víctor José Arriagada Ríos) es su diseñador favorito, mientras que eligió a William Van Horn en 1994 para dibujar su último cuento, The Historical Ride.